# Můřice obecná
Můřice obecná (Tethea or, dříve také vlnočárník černopásý) je noční motýl z čeledi srpokřídlecovitých, vyskytující se i na území České republiky.

## Rozšíření
Druh je rozšířen v listnatých lesích eurosibiřské oblasti.

Má v oblibě výslunné stráně, okraje lesů i parky, vyloženě suché biotopy ale nevyhledává.

## Popis

Sbírkový exemplář (samec)

Můřice obecná dosahuje přibližně stejné velikosti jako příbuzná můřice jarní. Rozpětí křídel činí 35–42 mm. Přední pár křídel je hnědavě popelavý se čtyřmi tmavými příčkami při kořeni a dvěma ve vnější oblasti. Pásmo uvnitř křídelní plochy mezi těmito příčkami je světlejší než zbytek křídla a také se zde nachází znak, díky kterému získala můřice své latinské druhové jméno – dvojice skvrn, které mohou připomínat písmena "oR". Barva zadních křídel je šedohnědá.
Housenka je bledě až bělavě zelená, s tmavší čárou na hřbetě a bělavou čárou podél boku těla.
Kukla je hnědé barvy.

## Bionomie
Ve střední Evropě vytváří dvě generace. Motýli první generace létají od konce dubna do června, motýli generace druhé pak od konce července do srpna.
Housenky se v přírodě vyskytují od července do srpna. Žijí mezi spředenými listy topolů, vrb a osik, případně bříz.
Kukla je uložena v zemi, kde přezimuje.